# Миргородська порода свиней
Миргородська — порода свиней чорно-рябої масті, перша порода свиней української селекції, визнана окремою породою у 1940 році. Походить від бурих свиней, що розводилися українськими селянами до початку XX століття. Розводилася в Полтавській, Сумській, Чернігівській та Хмельницькій областях.

## Історія виведення
Миргородську породу створено на базі місцевих поліпшених свиней, які здавна розводилися на Полтавщині й були відріддям так званих південноруських коротковухих і довговухих свиней, а також їх гібридів. Схрещування цих місцевих свиней із тваринами культурних заводських порід, а саме: беркширською, середньою й великою білою (що відбулося у 1881–1882 роках) було обмеженим з огляду на наявність останніх лише в поміщицьких господарствах. Незначний вплив на поліпшення місцевих свиней мали й земські парувальні пункти, оскільки використання свиней заводських порід було безсистемним і короткочасним.
Роботу над новою породою на основі чорно-рябих свиней Полтавщини розпочали ще в 1880-х, але тільки в 1921 році професор О. П. Бондаренко виявив кращі генотипи й продовжив спрямовану роботу зі створення нової породи. Селекційна робота завершилася реєстрацією в 1940 році окремої Миргородської породи свиней. Виведення породи відбувалося зі свиней, відібраних у Миргородському й суміжних з ним районах. Вона створена методом тривалого добору при розведенні «в собі» місцевих коротковухих свиней з беркширською і середньою білою породами, розпочатим ще в 1880 році. Пізніше були завезені великі чорні свині і кнури породи темворс.
М'який клімат лісостепової зони України, значна питома маса зелених та соковитих кормів у раціонах дали змогу створити в свиней миргородської породи високу невибагливість, резистентність, стресостійкість і здатність використовувати випас.

## Сучасний стан
У 1990-х роках кількість свиней миргородської породи значно скоротилася через витіснення сучасними гібридами. Тому в останні роки одним з напрямків роботи Інституту свинарства є збереження поголів'я племінного стада та унікальних властивостей даної породи. Внаслідок спалаху африканської чуми, що стався у 2018 році, поголів'я чистопородних селекційних миргородських свиней в Україні скоротилося до кількох десятків голів. Це поставило породу під загрозу зникнення. Робляться спроби відновити її і знову розвести до промислового масштабу.

## Екстер'єр, особливості породи
Тварини мають міцну конституцію, глибокий і широкий тулуб, спина і поперек прямі й широкі, окістя довгі, широкі та м'ясисті. Щетина блискуча, довга й густа.
Свині високопродуктивні, скороспілі, витривалі, добре пристосовані до місцевих кормових і кліматичних умов, швидко відгодовуються.
Багатоплідність — 10—12 поросят. В 60-денному віці маса гнізда 180–190 кг. Молодняк у 6- — 7-місячному віці досягає 100 кг, витрачаючи на 1 кг приросту 4,2—4,5 кормової одиниці корму.

## М'ясні якості
М'ясо складає в середньому 49—54% від маси відгодованої туші, сало 37—41%. Встановлено, що в тушах миргородських свиней міститься на 16—8% більше жиру, ніж в тушах тварин великої білої породи. Найвищі м'ясні якості одержано в нащадків лінії Дніпра (племзавод імені Декабристів): довжина напівтуші — 97 см, товщина шпику на рівні 6-го — 7-го грудних хребців — 25 мм, маса задньої третини напівтуші 10,7 кг. Низький вміст вологи та наявність жирових прошарків у м'ясі свиней миргородської породи підвищують його смакові якості, забезпечують виробництво високоякісних сухих ковбас і консервів, а сало роблять придатним для тривалого зберігання, оскільки воно має високу температуру плавлення (42 °C).
М'ясо свиней миргородської породи характеризується високим показником pH — 5,91, інтенсивністю забарвлення — 66,75 од. екст., ніжністю — 8,09 сек., вологоутримуючою здатністю — 59,1%, вмістом жиру — 3,8%, золи 1,16%, протеїну — 20,59% та вологи — 74,44%.

## Племінні господарства
Провідними племзаводами є: імені Декабристів у Полтавській області, «Перше Травня» в Сумській області та «Мрія-1» на Чернігівщині.

## Цікаві факти
Щорічний фестиваль «Свято миргородської свині» проводиться в Миргороді на початку жовтня з 2010 року. На ньому готують страви з м'яса миргородської породи. Сало миргородської свині вважається еталоном сала й має ширину 4 сантиметри.
Своєю появою, порода завдячує полтавським поміщикам, що організували експорт бекону до Великої Британії. Українські бурі свині народної селекції, що давали сало відмінної якості, були низькоплідні й набирали вагу повільно (адже були пристосовані до самостійного випасання-нагулювання). Створене в 1892 році Полтавське сільськогосподарське товариство вирішило покращити їх, схрещуючи з кнурами європейських порід.